# São Félix do Araguaia
São Félix do Araguaia es un municipio brasileño, del estado de Mato Grosso, localizado a orillas del río Araguaia. Forma parte de la microrregión del Norte Araguaia.
Los habitantes originarios de la región fueron los indígenas karajás, bororos y los xavantes. El 23 de mayo de 1941, varias familias provenientes de Pará establecieron la aldea que fue denominada São Félix, desde el 20 de noviembre de 1942. La ley 163 del 25 de octubre de 1948, creó el distrito de São Félix vinculado al municipio de Barra do Garças. El 13 de mayo de 1976, la ley estatal 3689 creó el municipio de São Félix do Araguaia.